# Jacques De Decker
Pour les articles homonymes, voir De Decker.
Compléments
- Académicien - Secrétaire perpétuel à l'Académie royale de langue et de littérature françaises de Belgique
- Site officiel

Jacques De Decker (né le 19 août 1945 à Schaerbeek et mort le 12 avril 2020 à Bruxelles) est un écrivain et journaliste belge.

## Biographie
Jacques De Decker se caractérise par ses nombreuses diversités. Il est le seul auteur de son pays à écrire dans ses trois langues nationales, et il exerce ses talents dans les genres littéraires les plus multiples (théâtre, roman, nouvelle, essai, biographie, traduction, critique).
Il fut enseignant et journaliste avant de se consacrer professionnellement à l’Académie royale de Belgique. Tout cela lui vaut la réputation (assumée par l’intéressé) d’être un homme-orchestre. Germaniste issu de l’université libre de Bruxelles, il a enseigné à l’École d'interprètes de l’université de Mons, ainsi qu’à l’Institut national supérieur des arts du spectacle et des techniques de diffusion (Insas) (école de théâtre et de cinéma) de Bruxelles avant de devenir professeur d’histoire du théâtre et du cinéma au conservatoire royal de Bruxelles. Il débute dans le journalisme en 1971, et collabore durant quarante ans au principal quotidien francophone, Le Soir, dont il a dirigé le service culturel de 1985 à 1990.
Il entre très jeune dans le monde du théâtre : avec Albert-André Lheureux, il fonde le Théâtre de l’Esprit Frappeur en 1963. Il y est d’abord acteur, puis conseiller littéraire, et y débute comme adaptateur du répertoire international : on lui doit un nombre considérable (plus de cinquante) versions françaises de textes dramatiques néerlandais (il est l’un des principaux spécialistes de l’œuvre de Hugo Claus), anglo-saxons et allemands. Avant d’aborder d’autres auteurs encore, comme Ibsen, Tchekhov ou Strindberg.
En 1985, il publie son premier roman, La Grande Roue (Grasset), qui se trouve sélectionné pour le prix Goncourt et est traduit en plusieurs langues, comme ses romans suivants d’ailleurs. Dans le même temps, il développe une vaste activité de critique, d’essayiste et de biographe (ses vies d’Ibsen et de Wagner ont paru en Folio-Gallimard). Il apporte son concours à de nombreux lieux d’animation littéraire (Théâtre Poème, Passa Porta, bibliothèque des Riches-Claires, librairies Tropismes, Filigranes et Chapitre XII) à Bruxelles et ailleurs. Il est président de l’organisation Beaumarchais à Paris et, élu à la succession d’Albert Ayguesparse à l’Académie royale de langue et de littérature françaises de Belgique en 1997, il en devient le secrétaire perpétuel cinq ans plus tard. Il a relancé dès 1998 Marginales, revue littéraire qui mobilise chaque trimestre des auteurs principalement belges à réagir aux événements de l’actualité. Il fait équipe dans cette entreprise avec Jean Jauniaux, par ailleurs auteur de la principale étude parue à ce jour sur l’œuvre de Jacques De Decker, La Faculté des Lettres,,.
Son frère, Armand, était un homme politique belge. Son père Luc De Decker était un peintre schaerbeekois.
https://jacquesdedecker.wixsite.com/jacquesdedecker

## Honneurs
- 2006 :  Chevalier de l'ordre royal norvégien du Mérite[5]

## Œuvres

### Œuvre dramatique

#### Pièces originales
- Petit matin (1976) 
 Saison :  1976-1977 / Première :  le 6 octobre 1976   Palais des Beaux-Arts, Bruxelles Midis du Rideau /Création : Rideau de Bruxelles / Mise en scène : Jacques De Decker , pièce publiée en 1979 par les éditions Jacques Antoine [4].
- Jeu d'intérieur (1979)
 Saison :  1978-1979 / Première :  le 6 juin 1979    Théâtre de l'Esprit Frappeur / Création : Théâtre de l'Esprit Frappeur / Mise en scène : Marcel Delval
- Tranches de dimanche (1987)
Saison :  1987-1988 / Première :  le 22 octobre 1987   Théâtre Molière, Bruxelles / Création : Compagnie des Galeries / Mise en scène : Jean-Claude Idée
- Fitness (1992)
Saison :  1991-1992 / 1994-1995 /1995-1996 / Première :  le 12 janvier 1992   La Samaritaine Bruxelles / Création : Caractères / Mise en scène : Martine Willequet
- Fenêtre sur couple (1994)
 Saison :  1993-1994 /1994-1995 / Première :  le 20 avril 1994   Théâtre Compagnie Yvan Baudouin - Lesly Bunton, Bruxelles (Auderghem) / Création : Compagnie Yvan Baudouin - Lesly Bunton / Réalisation scénique: Yvan Baudouin
- Petit matin, grand soir (1997)
 Saison :  1996-1997 / 1999-2000 / Première :  le 25 février 1997  Théâtre Poème, Bruxelles - Belgique / Création : Théâtre Poème, Bruxelles - Belgique / Mise en scène : Daniel Simon
- Le Magnolia ou le Veau-de-ville et le Veau-des-Champs (2000)
Saison :  1999-2000 / Première :  le 2 mars 2000  Théâtre Royal du Parc, Bruxelles - Belgique / Création : Théâtre Royal du Parc, Bruxelles - Belgique / Mise en scène : Jean-Claude Idée
- Épiphanie 80 (2007)
 Saison :  2006-2007 /2007-2008 /2008-2009 / Première :  le 5 septembre 2007  Théâtre de la Valette, Ittre - Belgique / Création : Théâtre de la Valette, Ittre - Belgique / Mise en scène : Eric Lefèvre

#### Adaptations - traductions

##### Répertoire anglo-saxon
- Les Acrobates (Jumpers) 
 Saison : 1972-1973 / Auteur : Tom Stoppard / Adaptation : Jacques De Decker / Première : le 8 mars 1973 Palais des Beaux-Arts, Bruxelles - Belgique / Création : Rideau de Bruxelles, Bruxelles
- Mes quatre hommes et moi (Finishing Touches) 
 Saison : 1974-1975 / Auteur : Jean Kerr / Adaptation  : Jacques De Decker / Première : le 21 novembre 1974 Théâtre Molière, Bruxelles - Belgique / Création : Compagnie des Galeries
- L'Autoroute (The Freeway) 
 Saison : 1975-1976 / Auteur : Peter Nichols / Adaptation : Jacques De Decker / Première : le 28 avril 1976 Théâtre Royal des Galeries, Bruxelles - Belgique / Création : Compagnie des Galeries
- La Tragique Histoire du Docteur Faust (The Tragical History of Doctor Faustus)
 Saison : 1978-1979 / Auteur : Christopher Marlowe / Adaptation  : Jacques De Decker / Première : le 13 mars 1979 Théâtre de Poche, Bruxelles - Belgique / Création : Théâtre de Poche - Théâtre Expérimental de Belgique
- Amadeus
 Saison : 1980-1981 / Auteur : Peter Schaffer / Adaptation : Jacques De Decker / Première : le 17 mars 1981 Théâtre National de Belgique, Bruxelles - Belgique / Création : Théâtre National de Belgique
- Richard III
 Saison : 1981-1982 / Auteur : William Shakespeare / Adaptation  : Jacques De Decker / Première : le 10 septembre 1982 Théâtre Royal du Parc, Bruxelles - Belgique / Création : Théâtre Royal du Parc
- La Dixième de Beethoven (Beethoven's tenth)
 Saison : 1982-1983 / Auteur : Peter Ustinov / Adaptation  : Jacques De Decker / Première : le 13 avril 1983 Théâtre National de Belgique / Création : Théâtre National de Belgique
- Bella, Marie, Tim et Harry vont à la mer (The Foursome)
 Saison : 1984-1985 / Auteur : Ted Whitehaed / Adaptation  : Jacques De Decker / Première : le 1er décembre 1984 Théâtre de l'Ancre / Création : Théâtre de Poche / Théâtre de l'Ancre
- Hamlet
 Saison : 1984-1985 / Auteur : William Shakespear / Adaptation nouvelle  : Jacques De Decker / Première : 22 janvier 1985 / Création : Tréteaux Libres, Botanique, Théâtre de la Place Théâtre en Liberté
- Les Bienfaiteurs (Benefactors)
 Saison : 1985-1986 / Auteur : Michael Frayn / Adaptation  : Jacques De Decker / Première : le 15 octobre 1985 Théâtre National de Belgique / Création : Théâtre National de Belgique
- Le Fils à papa (Don't Drink the Water)
 Saison : 1987-1988 / Auteur : Woody Allen / Adaptation : Jacques De Decker / Première : le 10 décembre 1987 Centre Culturel d'Uccle, Bruxelles - Belgique / Création : Compagnie des Galeries
- Un cadeau d'anniversaire (Curtains)
 Saison : 1988-1989 / Auteur : Bill Stephen / Adaptation  : Jacques De Decker / Première : le 14 novembre 1989 Théâtre de Poche, Bruxelles - Belgique / Création : Théâtre de Poche
- Verres (Two)
 Saison : 1992-1993 / Auteur : Jim Cartwright / Adaptation  : Jacques De Decker / Première : le 11 février 1993 Théâtre Molière, Bruxelles - Belgique / Création : La Compagnie des Galeries
- Le Martin-Pêcheur (The Kingfisher)
 Saison : 1995 / Auteur : William Douglas Home / Adaptation  : Jacques De Decker / Première : le 12 septembre 1995 Théâtre Saint-Georges Paris / Création : Théâtre Montparnasse
- Le Diable et la favorite (Reflections)
Saison : 1997-1998 / Auteur : John Peacock / Adaptation : Jacques De Decker / Première : le 5 mars 1998 Théâtre Royal du Parc, Bruxelles - Belgique / Création : Théâtre Royal du Parc
- Jules César
 Saison : 1999-2000 / Auteur : William Shakespeare / Dramaturgie : Jacques De Decker / Première : le 15 septembre 1999 Théâtre de la Place des Martyrs, Bruxelles - Belgique / Création : Théâtre en Liberté
- Le Rire caché (HiddenLaughter)
 Saison : 2005-2006 / Lecture-spectacle / Auteur : Simon Gray / Adaptation  : Jacques De Decker / Première : le 29 mai 2006 Théâtre Royal du Parc, Bruxelles - Belgique / Création : Magasin d'Ecriture Théâtrale / Théâtre Royal du Parc
- Antoine et Cléopâtre
 Saison : 2006-2007 / Auteur : William Shakespeare / Adaptation  : Jacques De Decker / Première : le 14 septembre 2006 Théâtre de la Place des Martyrs, Bruxelles - Belgique / Création : Théâtre en Liberté
- Rosencrantz et Guildenstern sont morts (Rosencrantz and Guildenstern Are Dead) 
 Saison : 2009-2010 / Auteur : Tom Stoppard / Adaptation  : Jacques De Decker / Première : le 17 septembre 2009 Théâtre de la Place des Martyrs, Bruxelles - Belgique / Création : Théâtre en Liberté

##### Répertoire allemand
- Guerre et paix
Saison : 1970-1971 / Auteur : Léon Nikolaïévitch Tolstoï / Version pour la scène : Erwin Piscator / Adaptation française  : Isabelle De Decker, Jacques De Decker / Première : le 29 décembre 1970 Palais des Beaux-Arts, Bruxelles - Belgique / Création : Rideau de Bruxelles
- Visages connus, sentiments mélangés (Bekannte gesichter, gemischte gefühle)
Saison : 1983-1984 / Auteur : Botho Strauss / Adaptation  : Jacques De Decker / Première : le 8 février 1984 Palais des Beaux-Arts, Bruxelles - Belgique / Création : Rideau de Bruxelles
- Les Hypocondres (Die Hypochonder)
Saison : 1984-1985 / Auteur : Botho Strauss / Adaptation  : Jacques De Decker / Première : le 20 mars 1985 Palais des Beaux-Arts, Bruxelles - Belgique / Création : Rideau de Bruxelles
- La Guide de voyage (Die Fremdenführerin)
Saison : 1987-1988 / Auteur : Botho Strauss / Adaptation  : Jacques De Decker / Première : le 18 novembre 1987 Palais des Beaux-Arts, Bruxelles - Belgique / Création : Rideau de Bruxelles
- Brises d'été (Im Spiel der Sommerlüfte)
Saison : 1990-1991 / Auteur : Arthur Schnitzler / Adaptation  : Jacques De Decker / Première : le 30 janvier 1991 Palais des Beaux-Arts, Bruxelles - Belgique / Création : Rideau de Bruxelles
- Les Sœurs ou Casanova à Spa (Die Schwestern oder Casanova in Spa)
Saison : 1992-1993 / Auteur : Arthur Schnitzler / Adaptation  : Jacques De Decker / Première : le 16 février 1993 Théâtre Blocry, Louvain-la-Neuve - Belgique / Création : Atelier Théâtral de Louvain-la-Neuve / Festival de Théâtre Spa / RTBF
- Lulu
Saison : 1996-1997 / Auteur : Frank Wedekind / Adaptation : Jacques De Decker / Première : le 30 janvier 1997 Le Vaudeville, Bruxelles - Belgique / Création : Théâtre en Liberté
- Egmont
Saison : 1998-1999 / Auteur : Johann Wolfgang von Goethe / Adaptation : Jacques De Decker / Première : le 8 juin 1999 Cour d'honneur de l'Hôtel de Ville de Bruxelles, Bruxelles - Belgique / Création : Compagnie des Galeries / Magasin d’Écriture Théâtrale
- Le Rendez-vous de Leipzig - Bach - Händel - Rencontre possible (Mögliche Begegnung) 
Saison : 1998-1999 / Auteur : Paul Barz / Adaptation : Jacques De Decker / Première : le 20 janvier 1999 Comédie Claude Volter, Bruxelles - Belgique / Création : Comédie Claude Volter, Bruxelles - Belgique
- La Vie de Galilée (Galileo Galilei)
Saison : 1998-1999 / Auteur : Bertolt Brecht / Adaptation : Jacques De Decker / Première : le 10 février 1999 Théâtre de la Place des Martyrs, Bruxelles - Belgique / Création : Théâtre en Liberté
- Top Dogs
Saison : 1999-2000 / Auteur : Urs Widmer / Adaptation : Jacques De Decker / Première : le 19 octobre 1999 Théâtre Jean Vilar, Louvain-la-Neuve - Belgique / Création : Koninklijke Vlaamse Schouwburg (Une production en français du Théâtre Royal Flamand (K.V.S.))
- La Cruche cassée (Der zerbrochne Krug)
Saison : 2002-2003 / Auteur : Heinrich von Kleist / Adaptation : Jacques De Decker / Première : le 5 décembre 2002 Théâtre Royal du Parc, Bruxelles - Belgique / Création : Théâtre Royal du Parc
- La Ronde (Reigen)
Saison : 2002-2003 / Auteur : Arthur Schnitzler / Adaptation  : Jacques De Decker / Première : le 29 avril 2003 Théâtre de la Place des Martyrs, Bruxelles - Belgique / Création : Théâtre en Liberté
- Maître Puntila et son Valet Matti (Herr Puntila und sein Knecht Matt)
Saison : 2004-2005 / Auteur : Bertolt Brecht / Adaptation  : Jacques De Decker / Première : le 11 janvier 2005 Théâtre de la Place des Martyrs, Bruxelles - Belgique / Création : Théâtre en Liberté
- La Visite de la vieille dame (Der Besuch der alten Dame)
Saison : 2009-2010 / Auteur : Friedrich Dürrenmatt / Adaptation  : Jacques De Decker / Première : le 24 mars 2010 Théâtre Royal des Galeries, Bruxelles - Belgique / Création : Compagnie des Galeries
- L’Éveil du printemps (Frühlings Erwachen)
Saison : 2012-2013 / Auteur : Frank Wedekind / Adaptation  : Jacques De Decker & Jasmina Douieb / Première : le 4 septembre 2012 Théâtre Le Public à Bruxelles (Belgique) / Création : Théâtre de l’Éveil / Théâtre du Public

##### Répertoire néerlandais
- La Famille (Family) Spectacle composé de 4 épisodes 
 Saison : 1973-1974 / Auteur : Lodewijk De Boer / Adaptation : Jacques De Decker & Jean Sigrid / Première : le 7 décembre 1973 Théâtre de Poche, Bruxelles - Belgique / Création : Théâtre de Poche - Théâtre Expérimental de Belgique
- Pas de deux 
 Saison : 1976-1977 / Auteur : Hugo Claus / Adaptation : Jacques De Decker, Jean Sigrid / Première : le 8 février 1977 Studio Levie, Bruxelles - Belgique / Création : Théâtre de la Balsamine
- Des Filles, des garçons... (Jan rap en z'n maat) 
 Saison : 1978-1979 / Auteur : Yvonne Keuls / Adaptation  : Jacques De Decker, Jean Sigrid / Première : le 20 mars 1979 Théâtre National de la Communauté française, Bruxelles - Belgique / Création : Théâtre National de Belgique
- Miroirs (Spiegels)
 Saison : 1980-1981 / Auteur : Dimitri Frenkel Frank / Adaptation  : Jacques De Decker / Première : le 25 février 1981 Théâtre Compagnie Yvan Baudouin - Lesly Bunton, Bruxelles - Belgique / Création : Compagnie Yvan Baudouin - Lesly Bunton
- Cavaliers seuls (Der einsame Weg) 
 Saison : 1985-1986 / Auteur : Arthur Schnitzler / Conseil littéraire  : Jacques De Decker / Première : le 9 avril 1986 Palais des Beaux-Arts, Bruxelles - Belgique / Création : Rideau de Bruxelles
- Thyl Ulenspiegel 
 Saison : 1987-1988 / Auteur : Charles De Coster / Adaptation  : Hugo Claus / Dramaturgie : Jacques De Decker / Première : le 17 septembre 1987 Théâtre Royal du Parc, Bruxelles - Belgique / Création : Théâtre Royal du Parc, Bruxelles - Belgique
- Figues après Noël (Vijgen na Kerstmis) 
Saison : 1988-1989 / Auteur : Ruud De Ridder / Adaptation  : Jacques De Decker / Première : le 1er décembre 1988 Théâtre Molière, Bruxelles (Ixelles) - Belgique / Création : La Compagnie des Galeries

##### Autres langues
- Monsieur et Madame Roméo et Juliette !!! 
Saison : 1977-1978 / Auteur  : Ephraïm Kishon / Adaptation : Jacques De Decker / Première : le 12 janvier 1978 Théâtre Molière, Bruxelles - Belgique / Création : Compagnie des Galeries
- L'Homme gris
Saison : 1986-1987 / Auteur : Marie Laberge / Version aménagée en français européen : Jacques De Decker / Première : le 12 février 1986 / Création : Théâtre International de Langue Française (France, Paris)
- Oublier
Saison : 1987-1988 / Auteur : Marie Laberge / Version aménagée en français européen  : Jacques De Decker / Première : le 6 octobre 1987 Théâtre National de Belgique / Création : Théâtre National de Belgique
- Les Trois Sœurs
Saison : 1995-1996 / Auteur : Anton Tchekhov / Adaptation  : Jacques De Decker / Première : le 17 janvier 1996 Vaudeville, Bruxelles - Belgique / Création : Théâtre en Liberté
- Oncle Vania
Saison : 1999-2000 / Auteur : Anton Tchekhov / Adaptation : Jacques De Decker / Première : le 26 avril 2000 Théâtre de la Place des Martyrs, Bruxelles - Belgique / Création : Théâtre en Liberté
- Catilina
Saison : 2006-2007 / Lecture-spectacle / Auteur : Henrik Ibsen / Adaptation  : Jacques De Decker / Première : le 6 novembre 2006 Théâtre Royal du Parc, Bruxelles - Belgique / Création : Magasin d'Ecriture Théâtrale / Théâtre Royal du Parc
- D'entre les morts
Saison : 2006-2007 / Lecture-spectacle / Auteur : Henrik Ibsen / Adaptation  : Jacques De Decker / Première : le 6 novembre 2006 Théâtre Royal du Parc, Bruxelles - Belgique / Création : Magasin d'Ecriture Théâtrale / Théâtre Royal du Parc
- La Danse de mort
Saison : 2007-2008 / Auteur : August Strindberg / Adaptation  : Jacques De Decker / Première : le 14 mai 2008 Théâtre de la Place des Martyrs, Bruxelles - Belgique / Création : Théâtre en Liberté
- Les Revenants
Saison : 2008-2009 / Auteur : Henrik Ibsen / Adaptation  : Jacques De Decker / Première : le 6 novembre 2008 Théâtre de la Place des Martyrs, Bruxelles - Belgique / Création : Théâtre du Sygne
- La Cerisaie
Saison : 2010-2011/ Auteur : Anton Tchekhov / Adaptation nouvelle : Jacques De Decker / Première : le 27 janvier 2011 Théâtre de la Place des Martyrs, Bruxelles - Belgique / Création : Théâtre en Liberté
- Maison de poupée
Saison : 2010-2011 / Auteur : Henrik Ibsen / Adaptation  : Jacques De Decker / Première : le 16 mars 2011 Comédie Claude Volter, Bruxelles (Woluwe-Saint-Pierre) - Belgique / Création : Comédie Claude Volter

#### Adaptations - transpositions
- Molly Bloom
Saison : 1971-1972 / Auteur : James Joyce / Adaptation théâtrale : Jacques De Decker, Monique Dorsel / Première : le 8 février 1972 Palais des Beaux-Arts, Bruxelles - Belgique collaboration avec : Rideau de Bruxelles / Création : Théâtre-Poème, Bruxelles - Belgique
- Le Rouge et le Noir
Saison : 1971-1972 / Auteur : Stendhal / Adaptation : Jacques De Decker, Albert-André Lheureux / Première : le 17 février 1972 Palais des Beaux-Arts, Bruxelles - Belgique / Création : Rideau de Bruxelles, Bruxelles
- Collision
Saison : 1981-1982 / Auteur : Pierre Mertens / Dramaturgie : Jacques De Decker / Première : le 23 février 1982 Palais des Beaux-Arts, Bruxelles - Belgique Midis du Rideau / Création : Rideau de Bruxelles
- Les Trois Mousquetaires
Saison : 1982-1983 / Auteur : Alexandre Dumas / Adaptation  : Jacques De Decker / Première : le 16 décembre 1983 Théâtre Royal du Parc, Bruxelles - Belgique / Création : Théâtre Royal du Parc, Bruxelles - Belgique
- Le Capitaine Fracasse
Saison : 1986-1987 / Auteur : Théophile Gautier / Adaptation  : Jacques De Decker & Daniel Scahaise / Première : le 4 septembre 1986 Théâtre Royal du Parc, Bruxelles - Belgique / Création : Théâtre Royal du Parc
- Le Tour d’Écrou (The Turn of the Screw)
Saison : 2000-2001 / Auteur : Jeffrey Hatcher d'après Henry James / Adaptation : Jacques De Decker / Première : le 23 novembre 2000 Théâtre de la Valette, Ittre - Belgique / Création : Théâtre de la Valette, Ittre - Belgique
- Les Souffrances du jeune Werther
Saison : 2001-2002 / Auteur : Johann Wolfgang von Goethe / Version scénique : Jacques De Decker / Première : le 15 novembre 2001 Théâtre de la Place des Martyrs, Bruxelles - Belgique / Création : Théâtre en Liberté

#### Livret d'opéra
- Frühlings Erwachen (L'Éveil du printemps) (en allemand) (2007) - Nouvelle version, de l'opéra de Benoit Mernier (2014-2015)

### Œuvre littéraire

#### Romans - nouvelles
- La Grande roue (1985) roman - Éditeur : Grasset & Fasquelle, rééditions : Éditeur : Marabout (1986) & Labor (1993) - Traduit en néerlandais (1990) :  Het reuzenrad, - Traduit en roumain (1998) : Roata cea mare, - Traduit en espagnole (2003) : La Noria
- Parades amoureuses (1990) roman - Éditeur : Grasset - Traduit en roumain (2007) : Parade amoroase, - Traduit en espagnole (2004) : Paradas amorosas
- Lettres de mon auto (1990) nouvelles - Éditeur : Peugeot Talbot Belgique - Traduit en néerlandais (1990) : Brieven uit mijn auto
- Le Ventre de la baleine (1996) roman - Éditeur : Labor - Traduit en néerlandais (1996) : De buik van de walvis, - Traduit en castillan (1997) : Dentro de la ballena - réédition (2015) - Éditeur : Weyrich
- Tu n'as rien vu à Waterloo (2003) nouvelles - Éditeur : Le Grand miroir - Traduit en roumain (2005)  : Nu ai vazut ninimic la Waterloo
- Histoires de tableaux (2005) nouvelles - Éditeur : CFC-Editions - Traduit en roumain (2006) : Povestiri cu tablouri "Suzanne si marul" Jacques De Decker - Suzanne  la pomme(2020)  Jacques De Decker Mis en images par Maja Polackova  Éditeur : maelstrÖm Editions
- Modèles réduits (2010) nouvelles - Éditeur : La Muette
- Suzanne  la pomme(2020)  Jacques De Decker Mis en images par Maja Polackova  Éditeur : maelstrÖm Editions

#### Essais
- Over Claus' Toneel (1971) essai en langue néerlandaise - Éditeur : De Galge
- Bruxelles un guide intime (1987) - Éditeur : Autrement
- Les Années critiques : Les Septentrionaux (1990) - Éditeur : Ercée
- En lisant, en écoutant.. .(1996) - Éditeur : Luce Wilquin
- La Brosse à relire (1999) - Éditeur : Luce Wilquin - Traduit en roumain (2001) : Cartea cărților Belgiene - Littérature belge d'aujourd'hui La Brosse à relire (2015) - Éditeur : Espace Nord - Réédition augmentée de nouveaux textes & postface de Hubert Roland
- Un bagage poétique pour le 3e millénaire (2001) - Éditeur : La Renaissance du Livre
- Les Philosophes amateurs (2004) - Éditeur : Le Grand miroir
- Entretien avec Hubert Nyssen (2005) - Éditeur : Edition du Cygne - Le dossier Hubert Nyssen (2012) - Éditeur : Le Cri, Académie royale de langue et de littérature françaises de Belgique
- Bertolt Brecht, poète (2015) - livre-cd - Éditeur : Les Midis de la Poésie

#### Biographies
- Ibsen (2006) - Éditeur : Gallimard - Traduit en grec (2009) : Ερρίκος Ίψεν
- Wagner (2010) - Éditeur : Gallimard - Traduit en espagnol pour l'Argentine (2013) : Wagner - Traduit en polonais (2012) : Wagner